# Hubert Böke
Hubert Böke (* 1951) ist ein deutscher evangelischer Theologe und Autor.

## Leben
Böke ist Krankenhauspfarrer, Trauerberater und Supervisor. Sein Schwerpunkt liegt in der Hospizarbeit. Er wirkte zunächst sieben Jahre als Gemeindepfarrer in Quettingen. Es folgten 15 Jahre als Seelsorger  der Herzklinik Roderbirken. Nach zehnjähriger Tätigkeit als Krankenhausseelsorger am Klinikum Leverkusen wurde er im Mai 2015 in den Ruhestand versetzt. Er ist verheiratet und hat zwei Söhne.

## Veröffentlichungen
- mit Lene Knudsen und Monika Müller, Nach innen wachsen, Düsseldorf 1999, ISBN 3-491-70313-1.
- Trauer ist ein langer Weg, Düsseldorf 2000, ISBN 3-491-70323-9.
- Wenn Sterbebegleitung an ihre Grenzen kommt, Gütersloh 2002, ISBN 978-3-579-03287-0.
- Kranke und Sterbende begleiten Gütersloh 2004, ISBN 978-3-579-06800-8.
- Kraft aus meinen Wurzeln, Gütersloh 2004, ISBN 978-3-579-06902-9.
- (Hrsg.), mit Monika Müller (Hrsg.) und Georg Schwikart (Hrsg.), Manchmal möchte ich alles hinschmeißen, Gütersloh 2005, ISBN 978-3-579-06810-7.
- Lilith und die Sternenstraße, Eschbach 2006, ISBN 978-3-88671-552-7.
- Buch vom Leben und vom Sterben: Ein christlicher Wegbegleiter. Gütersloher Verlagshaus, 2009, ISBN 978-3-579-06831-2
- mit Lene Knudsen: An meine Lieben. Was ich euch noch sagen will. Gütersloher Verlagshaus 2011, ISBN 978-3-579-06841-1